# SanGimignano1300
SanGimignano1300 es un museo histórico y artístico situado en el centro histórico de San Gimignano. El museo se inauguró en febrero de 2010.

## Exposición
El museo se desarrolla en una superficie de 800 metros cuadrados. Las salas de exposición se lograron gracias a la restauración de los locales de los antiguos palacios Gamucci, que luego fue « Convento de las hermanas de Santa Caterina, y Ficarelli». La muestra se centra en los aspectos históricos y artísticos que interesaron a San Gimignano durante el período medieval.

## Recorrido del museo

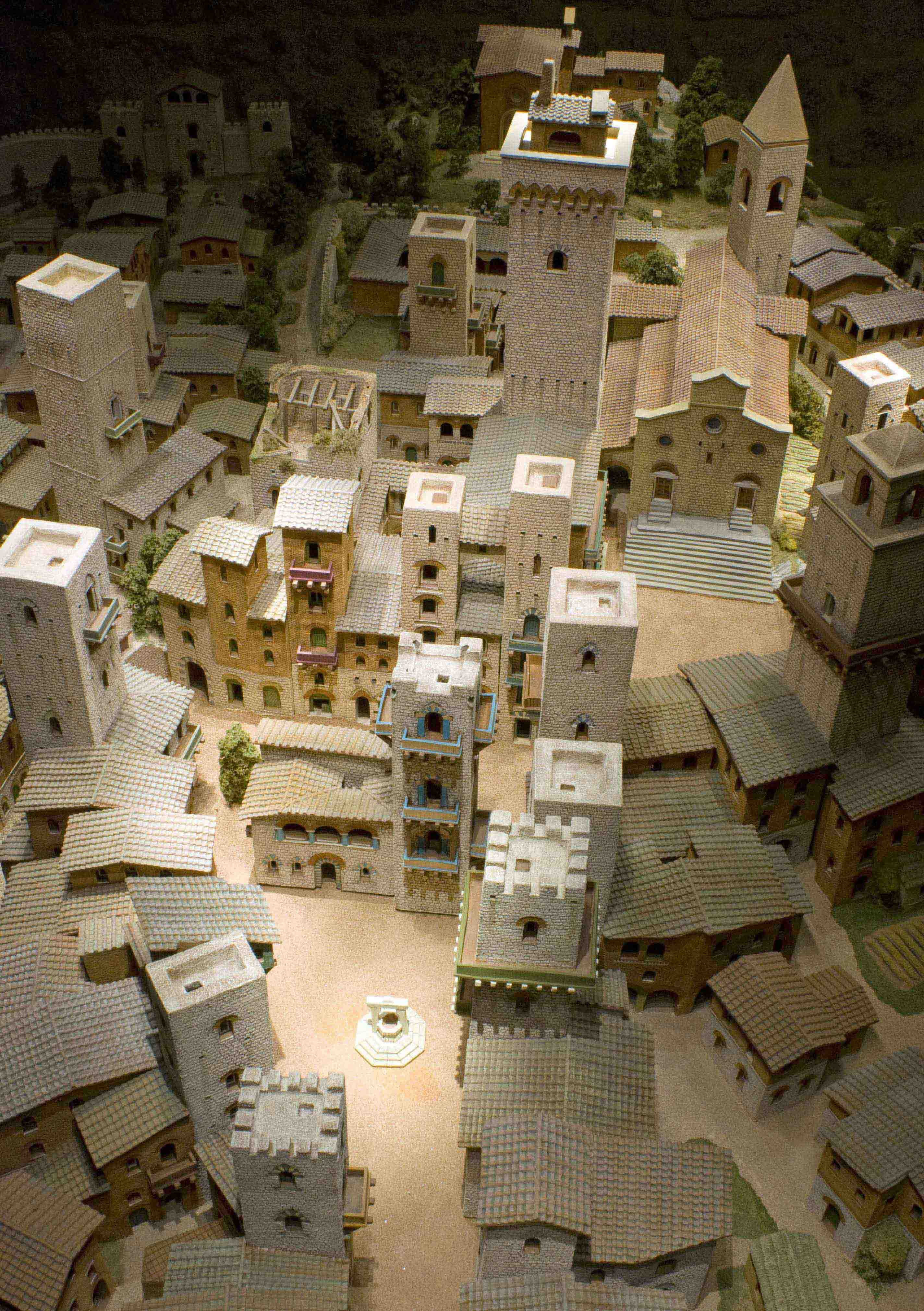
SanGimignano1300

El recorrido del museo se subdivide en 10 galerías expositivas en las cuales profundizamos acerca de la Vía Francígena y las rutas de peregrinaje durante el medievo, reconstrucciones de  las particularidades de la vida ciudadana y rural dedicados a las artes y profesiones de la época, y una imponente reproducción en escala 1:100  de la ciudad de San Gimignano en el siglo XIV  llevada a cabo a mano y en cerámica. 
De valor artístico notable podemos encontrar la recuperación de algunas particularidades del célebre fresco del pintor Memmo di Filippuccio al interno del Palacio de la Potestad de San Gimignano al inicio del siglo XIV.

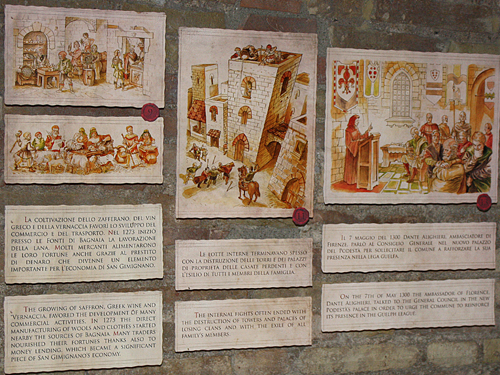
Testimonianzas del tiempo

Filippuccio  llevó a cabo una fotografía clara y detallada de la sociedad independiente y transgresiva de San Gimignano come ciudad comunal libre  (ciudades-estado italianas). 
La reproducción del Convento de San Francesco afuera de la muralla de San Gimignano, que fue completamente demolido en el siglo XVI para permitir la ampliación de las fortalezas de la ciudad, fue inaugurada en enero del 2011. 
El recorrido histórico-didáctico del museo se completa con una serie de aquarelas originales realizadas por Enrico Guerrini, que representan algunos momentos importantes en la historia del territorio y de la ciudad de San Gimignano, desde los etruscos hasta nuestros tiempos.

## Reconocimientos
En el 2011 se le otorgó al museo el patrocinio de la Comisión Nacional Italiana de la UNESCO por su elevado y calificado valor formativo de las propuestas didácticas “Historia, arte, y tradición”.